# Lídia Sákovics-Dömölky
Lídia Sákovics-Dömölky (Budapest, 9 de marzo de 1936) es una deportista húngara que compitió en esgrima, especialista en la modalidad de florete.
Participó en cuatro Juegos Olímpicos de Verano entre los años 1956 y 1968, obteniendo en total tres medallas: plata en Roma 1960, oro en Tokio 1964 y plata en México 1968. Ganó nueve medallas en el Campeonato Mundial de Esgrima entre los años 1955 y 1967.

## Palmarés internacional
| Juegos Olímpicos   | Juegos Olímpicos          | Juegos Olímpicos  | Juegos Olímpicos    |
| Año                | Lugar                     | Medalla           | Prueba              |
| ------------------ | ------------------------- | ----------------- | ------------------- |
| 1960               | Roma (Italia)             | Medalla de plata  | Florete por equipos |
| 1964               | Tokio (Japón)             | Medalla de oro    | Florete por equipos |
| 1968               | Ciudad de México (México) | Medalla de plata  | Florete por equipos |
| Campeonato Mundial |                           |                   |                     |
| Año                | Lugar                     | Medalla           | Prueba              |
| 1955               | Roma (Italia)             | Medalla de oro    | Florete individual  |
| 1955               | Roma (Italia)             | Medalla de oro    | Florete por equipos |
| 1956               | Londres (Reino Unido)     | Medalla de bronce | Florete por equipos |
| 1959               | Budapest (Hungría)        | Medalla de oro    | Florete por equipos |
| 1961               | Turín (Italia)            | Medalla de plata  | Florete por equipos |
| 1963               | Danzig (Polonia)          | Medalla de plata  | Florete individual  |
| 1963               | Danzig (Polonia)          | Medalla de plata  | Florete por equipos |
| 1966               | Moscú (URSS)              | Medalla de plata  | Florete por equipos |
| 1967               | Montreal (Canadá)         | Medalla de oro    | Florete por equipos |